# Asphalt Street Storm
Asphalt Street Storm fue el tercer spin-off y decimocuarta entrega de la serie Asphalt. Estaba enfocado en carreras de resistencia, similar a la serie CSR Racing, lo cual lo diferencia de otras entregas anteriores, fue retirado de las tiendas de aplicaciones de Windows el 26 de octubre, y de IOS y Android el 31 de diciembre de ese mismo año.
En el documento de presentación de inversionistas 2016 de Gameloft, se puede ver un Toyota FT-1 amarillo junto con un Chevrolet Camaro ZL1 2012, un BMW M4 GTS y un Lamborghini Aventador LP700-4 en la obra de arte promocional de Asphalt Street Storm Racing. Sin embargo, debido a los problemas de licencia de Toyota, el FT-1 no se agregó al juego. Actualmente el juego está retirado de todas las tiendas de aplicaciones

## Localizaciones
El juego contaba con tan solo tres localizaciones, las cuales cuentan con un número determinado de carreras para pasar a la siguiente localización. Las localizaciones son:
- Nueva York (16 carreras).
- París (20 carreras profesionales).
- Hong Kong (20 carreras).[1]

## Tipos de juego
El Asphalt Street Storm Racing contaba con 5 modos de juego:
- Carreras normales.
- Carreras exclusivas.
- Prueba de Autos Diaria.
- Ligas estacionales.
- Campeones Choque.[1]

## Modos de carrera
Existían 2 modos de carrera en Asphalt Street Storm Racing:
- Modo Desafío (Apuestas habilitadas)
- Modo de carrera 4J: En este modo participaban 4 jugadores en una sola carrera.

En el modo multijugador, siempre hay que apostar por ganar la carrera y llegar el primero a la meta. Estas apuestas se podrán realizar ya sea en el modo un jugador o en las batallas multijugador.
Las carreras eran urbanas con el estilo 1/4 de milla, que premian la aceleración. Circuitos cortos donde el coche más rápido y que acelere mejor será el ganador. El juego también añade elementos de precipitaciones como lluvia, tormenta o sol radiante, a diferencia de otros juegos donde la cámara se sitúa atrás, aquí se mantiene una visión lateral durante toda la carrera.

## Automóviles
Todos los coches que estuvieron disponibles son reales y cuentan con licencia; desde los superdeportivos más potentes hasta clásicos del estilo Chevrolet o Ford Mustang. 
Al igual que en Asphalt 8: Airborne, mantiene la posibilidad de ampliar y modificar el aspecto y rendimiento añadiendo pegatinas, turbo, nitro, etcétera.
| Clase | Vehículo                                  | Rango Inicial | Precio inicial (créditos) o comentarios |
| ----- | ----------------------------------------- | ------------- | --------------------------------------- |
| D     | Subaru BRZ                                | 408           | 170 diamantes o $32,000                 |
| D     | Ford Fiesta ST                            | 410           | 170 diamantes o $32,000                 |
| D     | Dodge Dart GT                             | 410           | 170 diamantes o $32,000                 |
| D     | Chevrolet Nova 350 SS Coupé               | 410           | 245 diamantes o $46,0000                |
| D     | Renault Clio R.S. 220 Trophy EDC          | 415           | 6 planos                                |
| D     | Abarth 695 Biposto                        | 421           | 275 diamantes                           |
| D     | Renault Alpine Celebration                | 424           | 285 diamantes                           |
| D     | Honda S2000                               | 421           | 300 diamantes                           |
| C     | Chevrolet Camaro LT                       | 448           | 6 planos                                |
| C     | Chevrolet Camaro SS 396 Sport Coupé       | C431          | 290 diamantes o $61,000                 |
| C     | Renault Megane R.S 275 Thropy-R           | C431          | 310 diamantes o $65,000                 |
| C     | Volkswagen Golf GTI Clubsport             | C428          | 270 diamantes o $57,000                 |
| C     | Subaru Impreza WRX STI                    | C442          | 300 diamantes o $100,000                |
| C     | Mazda RX-7 Type RS                        | C447          | 350 diamantes o $125,000                |
| C     | Pontiac Firebird Trans Am SD-445          | C442          | 5 planos                                |
| C     | Nissan Skyline GT-R R34 Speek II          | C454          | 6 planos                                |
| C     | Alfa Romeo 4C                             | C457          | 600 diamantes o $200,000                |
| C     | BMW M2                                    | C458          | 6 planos                                |
| B     | Renault Clio R.S 16                       | B478          | 8 planos                                |
| B     | Equus Bass 770                            | B489          | 6 planos                                |
| B     | Porsche 718 Cayman S                      | B482          | 5 planos                                |
| B     | Porsche Carrera S (991.2)                 | B493          | 1060 diamantes                          |
| B     | Ford Focus (2015)                         | B470          | 670 diamantes o $141,000                |
| B     | Honda Civic Type-R                        | B464          | 630 diamantes o $133,000                |
| B     | Chevrolet Chevelle SS 454                 | B461          | 705 diamantes o $149,000                |
| B     | Nissan 370Z Nismo                         | B476          | 750 diamantes o $225,000                |
| B     | Ford Shelby GT350                         | B496          | 1100 diamantes o $280,000               |
| B     | Chevrolet Camaro GS                       | B482          | 8 planos                                |
| B     | Mitsubishi Lancer Evolution VIII FQ-400 M | B485          | 8 planos                                |
| B     | Mercedes-AMG GT                           | B488          | 1000 diamantes                          |
| B     | Chevrolet COPO Camaro                     | B497          | 1200 diamantes                          |
| B     | BMW M4 GTS                                | B503          | 8 planos                                |
| A     | Mercedes-Benz SLR McLaren 722 Edition     | A531          | 10 planos                               |
| A     | Acura NSX                                 | A523          | 8 planos                                |
| A     | Dodge Viper ACR                           | A538          | 8 planos                                |
| A     | Mercedes-AMG S 65                         | A529          | 8 planos o 2145 diamantes               |
| A     | Porsche 911 GT3 RS                        | A515          | 8 planos                                |
| A     | Porsche 911 Turbo S (991.2)               | A533          | 6 planos                                |
| A     | Aston Martin Vantage GT12                 | A521          | 1730 diamantes o $365,000               |
| A     | Aston Martin Vanquish                     | A513          | 1570 diamantes o $331,000               |
| A     | Dodge Charger SRT Hellcat                 | A524          | 1981 diamantes o $419,000               |
| A     | Mercedes-AMG GT3                          | A518          | ?                                       |
| A     | Ferrari 488 GTB                           | A534          | 5 planos                                |
| A     | McLaren F1                                | A534          | 8 planos                                |
| S     | Pagani Huayra BC                          | S560          | 10 planos                               |
| S     | Lamborghini Egoista                       | S562          | 10 planos                               |
| S     | W Motors Fenyr SuperSport                 | S570          | 10 planos                               |
| S     | Ferrari 812 Superfast                     | S557          | 10 planos                               |
| S     | Ford GT                                   | S551          | 10 planos                               |
| S     | W Motors Lykan HyperSport                 | S560          | 10 planos                               |
| S     | Aston Martin Vulcan                       | S556          | 10 planos                               |
| S     | Porsche 918 Spyder                        | S559          | 10 planos                               |
| S     | Lamborghini Aventador SV LP 750-4         | S550          | 3000 diamantes                          |
| S     | Lamborghini Aventador LP 700-4            | S546          | 2900 diamantes                          |
| S     | Nissan GTR Nismo                          | S547          | 2855 o $753,000                         |
| S     | Bugatti Chiron                            | S559          | 10 planos                               |
| S     | Ferrari LaFerrari                         | S555          | 10 planos                               |
| S     | McLaren P1                                | S561          | 10 planos                               |
| S     | Lamborghini Veneno                        | S557          | 10 planos                               |